# Casinycteris ophiodon
Il pipistrello della frutta di Pohle (Casinycteris ophiodon Pohle, 1943) è un pipistrello appartenente alla famiglia degli Pteropodidi, endemico dell'Africa occidentale.

## Descrizione

### Dimensioni
Pipistrello di medie dimensioni con la lunghezza della testa e del corpo tra 115 e 122 mm, la lunghezza dell'avambraccio tra 73 e 81 mm, la lunghezza del piede tra 17 e 19 mm, la lunghezza delle orecchie tra 20 e 25 mm, un'apertura alare fino a 54,8 cm e un peso fino a 95 g.

### Aspetto
La pelliccia è lunga, densa e lanosa. Le parti dorsali variano dal bruno-grigiastro al bruno-rossastro, con la base dei peli scuri e la parte centrale bianca, mentre il mento, la gola, il petto e l'addome variano dal bianco al bianco-grigiastro e i fianchi dal marrone al marrone scuro. Il muso è marrone, corto e largo, mentre il naso è giallastro. Sono presenti tre distinte macchie bianche, una sulla fronte tra gli occhi e le altre dietro l'angolo posteriore di ogni occhio. Le labbra sono contornate da una larga banda bianca, mentre la loro pelle è giallastra. Le orecchie sono ovali, appuntite, prive di peli, marroni scure e con i bordi giallastri. Le macchie biancastre alla base del padiglione auricolare caratteristiche della sottofamiglia sono indistinte oppure assenti. Gli occhi sono grandi. Le ali sono marroni con un reticolo grigio-giallastro ed attaccate posteriormente alla base del primo dito del piede. Negli adulti le giunture delle dita sono giallastre o giallo-verdastre brillanti. È privo di coda, mentre l'uropatagio è ridotto ad una membrana che si estende lungo la parte interna degli arti inferiori. Il calcar è ben sviluppato. Il cariotipo è 2n=34 FNa=62.

## Biologia

### Comportamento
Si rifugia probabilmente nella fitta vegetazione.

### Alimentazione
Si nutre di frutti di specie native di Ficus.

### Riproduzione
Femmine catturate a dicembre avevano piccoli immaturi, mentre altre gravide sono state osservate in agosto e settembre.

## Distribuzione e habitat
Questa specie è diffusa in Liberia, Costa d'Avorio, Ghana, Camerun, Guinea Equatoriale, Gabon e Congo occidentali.
Vive nelle foreste tropicali umide di pianura e montane fino a 1.200 metri di altitudine.

## Tassonomia
Questa specie è stata recentemente trasferita dal genere Scotonycteris al genere Casinycteris sulla base di affinità molecolari

## Conservazione
La IUCN Red List, considerato il declino della popolazione di circa il 30% negli ultimi dieci anni, dovuto al degrado del proprio habitat, classifica C. ophiodon come specie quasi minacciata (NT).